# Tragelaphus sylvaticus
Tragelaphus sylvaticus (бушбак) — це звичайний середній за розміром, чагарниковий, широко розповсюджений вид антилоп в Африці на південь від Сахари. Він зустрічається в широкому діапазоні середовищ існування, таких як тропічні ліси, гірські ліси, лісова мозаїка саван, савани, бушвельди та рідколісся. Його висота в плечах приблизно 90 см і вага від 45 до 80 кг. Як правило, вони поодинокі, територіальні антилопи. Бушбак споріднений з такими антилопа як сітатунга, куду, канна, бонго та ньяла.